# Philip Stuart
Philip Stuart (* 1760 bei Fredericksburg, Colony of Virginia; † 14. August 1830 in Washington, D.C.) war ein US-amerikanischer Politiker. Zwischen 1811 und 1819 vertrat er den Bundesstaat Maryland im US-Repräsentantenhaus.

## Werdegang
Philip Stuart besuchte die öffentlichen Schulen seiner Heimat und zog danach nach Maryland. Während des Unabhängigkeitskrieges diente er in verschiedenen Einheiten der Kontinentalarmee. Dabei wurde er im Jahr 1781 verwundet. Auch nach dem Krieg blieb er beim Militär. Im Juni 1798 wurde er zum Oberleutnant befördert und im November 1800 schied er aus dem aktiven Militärdienst aus. Politisch schloss er sich der Föderalistischen Partei an.
Bei den Kongresswahlen des Jahres 1810 wurde Stuart im ersten Wahlbezirk von Maryland in das US-Repräsentantenhaus in Washington gewählt, wo er am 4. März 1811 die Nachfolge von John Campbell antrat. Nach drei Wiederwahlen konnte er bis zum 3. März 1819 vier Legislaturperioden im Kongress absolvieren. Diese waren von den Ereignissen des Britisch-Amerikanischen Krieges von 1812 geprägt, an dem Stuart zeitweise wieder als Soldat der US Army teilnahm.
Nach dem Ende seiner Zeit im US-Repräsentantenhaus zog sich Philip Stuart aus der Politik zurück. Er starb am 14. August 1830 in der Bundeshauptstadt Washington und wurde auf dem dortigen Kongressfriedhof beigesetzt.